# Thais Linhares
Thais Quintella de Linhares, mais conhecida por Thais Linhares (Rio de Janeiro, 1970) é uma ilustradora brasileira, designer gráfica e autora de livros infantojuvenis, roteirista de histórias em quadrinhos e de animação.
Graduada pela Escola Nacional de Belas Artes (EBA) da Universidade Federal do Rio de Janeiro (UFRJ) e tecnóloga em Programação Visual pelo Serviço Nacional de Aprendizagem Industrial (SENAI). Possui formação docente pela Universidade Cândido Mendes (UCAM), especialização em Direitos Humanos pela Universidade de Brasília (UnB), é mestra em Mídias Criativas Digitais pela Escola de Comunicação da UFRJ (ECO-UFRJ), e cursou aquarela botânica no Jardim Botânico do Rio de Janeiro. Faz parte da Associação de Escritores e Ilustradores de Literatura Infantojuvenil (AEILIJ) e foi diretora adjunta do Instituto de Defensores de Direitos Humanos (DDH). Também é membro da Associação Brasileira de Ilustradores Profissionais (ABIPRO) e da Associação Brasileira de Cinema de Animação (ABCA).
Como ilustradora, tem dezenas de obras publicadas e bem recebidas pelo público infantil e juvenil, algumas delas incluídas em políticas de difusão da leitura nas bibliotecas escolares brasileiras e também premiadas como "Altamente Recomendável" pela Fundação Nacional do Livro Infantil e Juvenil (FNLIJ). Utiliza técnicas tradicionais de desenho e pintura, colagem, fotografia e arte digital em seu trabalho, que é focado, principalmente em história, arte, religiosidade e filosofia medieval.

## Biografia
Linhares nasceu no Rio de Janeiro em 1970 e iniciou sua carreira em 1988 aos dezessete anos de idade, estagiando em agências de publicidade e design. Na Zappin! — antigo estúdio do Ziraldo —, produziu roteiros para as revistas O Menino Maluquinho e Sítio do Picapau Amarelo. Publicou quadrinhos para jovens e adultos nas revistas Heavy Metal Brasil, Grimoire e Panacea. Fez ilustrações para RPGs de mesa:Tagmar,o primeiro RPG brasileiroe RPG Dragão Verde, esse último escrito por Worney Almeida de Souza e encartado na revista Comix Milênio da Editora Escala.
Em 2002, recebeu o selo “Altamente Recomendável” da FNLIJ pela obras Deuses e Monstros com autoria de Lia Neiva (Editora Record) e Três Fábulas Budistas para Crianças, de autoria de Bruno Pacheco. Já em 2003, juntamente com Sandro Dinarte, abriu a Adler Editora, especializada em aviação histórica e, no final de 2007, Linhares inaugurou um novo selo, a Ygarapé Editorial. No ano de  2005, suas ilustrações para o livro O Jogo do Pensamento de Vivina Assis Viana (Geração Editorial) foram escolhidas para representar o Brasil na exposição da Bienal Internacional de Ilustração (BIB) em Bratislava na Eslováquia.
Linhares recebeu indicação para o Prêmio Jabuti de Ilustração em 2006 por Histórias para Se Ver Por Outro Lado, do escritor Bruno Pacheco. Na virada de 2007 para 2008 publicou O Livro do Cavaleiro e O Monge e o Macaco (Ygarapé Editorial) como editora, autora, ilustradora e designer gráfica das obras.  Entre 2007 e 2009, foi participante assídua do Fórum Nacional de Direitos Autorais.
Seu livro de estréia como escritora em literatura infantojuvenil Vovó Dragão (Nova Fronteira), publicado em 2005, foi escolhido em 2008 para compor o Programa Nacional Brasileiro de Educação (PNBE) e está em todas as bibliotecas das escolas públicas do Brasil. Já em maio de 2008, nas comemorações dos quarenta anos da FNLIJ no Salão do Livro para Crianças e Jovens, Linhares lançou os livros Breno, Breno (Larousse Editora) com ilustrações de Sandro Dinarte e Américas Assombradas (Escala Educacional), sob o pseudônimo de Anhangá Mirim. Até novembro do mesmo ano, trabalhou como cenógrafa na série de animação Juro que vi, na produtora MultiRio da Prefeitura do Rio de Janeiro, fazendo parte da equipe do curta-metragem O Saci e foi roteirista da série animada Quarto do Jobi, exibida pela TV Rá-Tim-Bum. Especializou-se em roteiro para animação e pitching nas oficinas de Jean Ann Wright e Heather Keannon realizadas no Anima Mundi. Participou também da primeira oficina para formatação de projetos em séries de animação, ministrada por Marta Machado, no Centro Técnico Audiovisual (CTAv) no Rio de Janeiro.
Na edição de 2016 da "International Youth Library" de Munique na Alemanha, foram selecionados quatro livros brasileiros dentre outros ao redor do mundo, para receberem o selo "White Ravens", e Iluminuras: Uma Incrível Viagem no Tempo (Editora Lê), de autoria de Rosana Rios, com ilustrações de Thais Linhares foi um dos selecionados e no mesmo ano a obra recebeu o Prêmio Jabuti - Juvenil. Em 2018, Linhares recebeu o Prêmio Neide Castanha na categoria Produção de Conhecimentos, dedicado àqueles que defendem os direitos de crianças e adolescentes através da cultura, pelas ilustrações do livro infantil Não me Toca, seu Boboca! de autoria de Andrea Viviana Taubman. No mesmo ano, foi indicada na categoria Colorista no 35.º Prêmio Angelo Agostini por seu livro  Princesas em Greve!
Durante uma estadia de dois meses em 2020, no município francês de Charité-sur-Loire, realizada pelo Programa Odyssée de residência para artistas estrangeiros através da Association des Centres Culturels de Rencontre (ACCR), Linhares produziu o projeto “Portracte”, uma galeria de retratos dos habitantes locais, traduzindo suas experiências em diálogos estéticos com a comunidade, onde algumas dessas estórias foram transformadas em narrativas visuais na forma de quadrinhos. Essa iniciativa estava relacionada a um trabalho anterior realizado pela artista com poetas de comunidades da cidade do Rio de Janeiro.
Ilustrou A Grande Árvore (Metanoia Editora), escrito por Janaína Leslão. É o primeiro conto de fadas infantojuvenil brasileiro sobre adoção e o quarto e último livro de uma série sobre Direitos Humanos dedicada aos direitos sexuais e reprodutivos, sendo um projeto contemplado pela Secretaria da Cultura do Estado de São Paulo, por meio do Programa de Apoio Cultural (ProAC) em Literatura de 2021. Seu lançamento aconteceu em 2022 no dia 25 de maio — Dia Nacional da Adoção.

## Prêmios
- 2018 - Prêmio Neide Castanha, na categoria Produção de Conhecimentos, pelo livro infantil Não me Toca, seu Boboca! de autoria de Andrea Viviana Taubman.[1]
- 2016 - Prêmio Jabuti - Juvenil, por Iluminuras: Uma Incrível Viagem no Tempo, de autoria de Rosana Rios.[12]

### Indicações
- 2006 - Prêmio Jabuti de Ilustração, por Histórias para Se Ver Por Outro Lado do escritor Bruno Pacheco.[7]
- 2018 - Prêmio Angelo Agostini na categoria Colorista, pelo seu livro Princesas em Greve![13]

## Publicações
Lista resumida:

### HQs
- Grimoire (Taquara, 1993)

### Literatura infantojuvenil
- Príncipes em Marcha! (Cortez, 2024)

- Monstrographia: Um Álbum de Família (Bennu, 2021)

- Floris e Brancaflor: A Jornada do Amor (Bennu, 2021)

- Princesas em Greve! (Cortez, 2018)

- Os Cavaleiros que Dizem Não! (Nova Fronteira, 2014)

- Americas Assombradas (Escala Educacional, 2008)

- Breno, Breno (Larousse Editora, 2008)[7]

- O Livro do Cavaleiro (Ygarapé Editorial, 2007)

- O Monge e o Macaco (Ygarapé Editorial, 2007)

- Vovó Dragão (Nova Fronteira, 2005). Faz parte do Programa Nacional Brasileiro de Educação (PNBE).[7]

### Ilustrações
| Ilustrações |
| --- |
| - A Grande Árvore. Janaína Leslão (Metanoia Editora, 2022) - Vamos Contar? Rosângela Lima (Bennu, 2022) - Que Bicho Passou por Aqui? Rogério Andrade Barbosa (Editora do Brasil, 2022) - Casa de Delícias. Bia Bedran (Nova Fronteira, 2021) - O Mistério da Ilha Grande. Eunice Maciel (Imperial Novo Milênio, 2021) - Eu vi Mamãe Nascer. Luiz Fernando Emediato (Geração Editorial, 2021) - Onde a Palavra Abre os Olhos. Leo Cunha (Abacatte Editorial, 2020) - O Homem que Calculava. Malba Tahan (Record, 2020) - Sona: Contos Africanos Desenhados na Areia. Rogério Andrade Barbosa (Editora do Brasil, 2020) - O Mundo pela Janela. Regina Drummond (Duna Dueto, 2020) - O Encontro Poético das Sarauzeiras Oníricas. Mery Onírica, Lindacy Fidelis e Yolanda Soares (Malê, 2019) - Meu Primeiro Dicionário Caldas Aulete: Infantil Ilustrado. Paulo Geiger (Org.) (Lexikon, 2018) - Não me Toca, Seu Boboca. Andrea Viviana Taubman (Aletria, 2017) - Grande ou Pequena? Helena Lima (Lago de Histórias], 2017) - Iluminuras: Uma Incrível Viagem no Tempo. Rosana Rios (Editora Lê, 2015). Obra selecionada para o Catálogo de Bolonha e para o Catálogo "The White Ravens" em 2016. - Bia sem Pressa. Helena Lima (Lago de Histórias, 2016) - Se essa Rua Fosse Minha. Fátima Miguez (Nova Fronteira, 2013) - Kairós: Edição Especial Ilustrada. Marcelo Rossi (Principium, 2013) - Aninha Quer Dançar. Cacau Hygino (Rovelle, 2013) - O Anjo Rebelde. Vitelio Brustolin (Rovelle, 2012) - Uma História sem Fim. Bia Bedran (Nova Fronteira, 2011) - O Sapateiro e os Anõezinhos. Bia Bedran (Nova Fronteira, 2011) - Cinco Penas da Fênix. Rosana Rios (Prumo, 2011) - A Gata do Rio Nilo. Lia Neiva (Globo, 2011) - Uma História para Três Meninas. Sônia Travassos (Positivo, 2011) - Foi Culpa do Sapo. Ou Não? Alina Perlman (ZIT, 2010) - O Pano de Boca. Sandra Pina (Cortez, 2009) - Tuca Cutuca, a Gaivota: Uma Fábula da Natureza. Sandra Lopes (Autores Associados, 2009) - Crianças e Estrelas. Luiz Antonio Aguiar (Ygarapé Editorial, 2009) - O Tesouro da Ilha Qualquer. Pedro Pessoa (Ygarapé Editorial, 2008) - Odisseia. Homero. Roberto Cortes de Lacerda (Trad.) (Scipione, 2008) - O Jogo do Pensamento. Vivina Assis Viana (Geração Editorial, 2008) - O Segredo das Tranças e Outras Histórias Africanas. Rogério Andrade Barbosa (Scipione, 2007) - Eu e o Tempo. Bia Bedran (Nova Fronteira, 2007) - A Cobra Coral e Outros Bichos do Bem. Luís Pimentel (Ygarapé Editorial, 2007) - Uma Ideia Luminosa. Rogério Andrade Barbosa (Pallas, 2007) - A Aranha e Outros Bichos. Manuel Bandeira (Nova Fronteira, 2006) - Operação Resgate em Bagdá: A Batalha do Invisível. Luciana Savaget (Nova Fronteira, 2005) - Histórias Para Se Ver Por Outro Lado. Bruno Pacheco (Galerinha Record, 2005). - Para Onde Vai a Vida? Luiz Bras (Lamparina, 2004) - A Menina e a Bolsa da Menina. Lúcia Castello Branco (Lamparina, 2004) - Deuses e Monstros. Lia Neiva (Editora Record, 2002). Recebeu o selo “Altamente Recomendável” da FNLIJ. - Três Fábulas Budistas para Crianças. Bruno Pacheco (Editora Record, 2002). Recebeu o selo “Altamente Recomendável” da FNLIJ. - Mirradinho. Conceil Corrêa da Silva e Nye Ribeiro da Silva (Editora do Brasil, 1995) - O Outro Lado do Paraíso. Luiz Fernando Emediato (Geração Editorial, 1981) |